# Karel Hardeman
Karel Jan (Karel) Hardeman (Soerabaja, 29 juni 1914 - Den Haag, 5 oktober 2010) is een Nederlands roeier. Hij nam eenmaal deel aan de Olympische Spelen, maar won bij die gelegenheid geen medailles.
In 1936 maakt hij op 22-jarige leeftijd zijn olympisch debuut bij de Spelen van Berlijn. Hij nam deel aan de twee met stuurman. De roeiwedstrijden werden gehouden bij een kano- en roeibaar bij Grünau. Deze baan was 2000 meter lang en was dusdanig breed om zes boten tegelijkertijd te laten starten. De Nederlanders kwalificeerde zich via 7.56,9 voor de halve finale, maar werden daar uitgeschakeld met een derde tijd van 9.03,1.
Hij was medische student en werd later huisarts in Den Haag. In zijn actieve tijd was hij aangesloten bij de Leidse studentenroeivereniging Njord.

## Palmares

### roeien (vier met stuurman)
- 1972: 3e ½ fin. OS - 9.03,1

Karel Hardeman · 
Ernst de Jonge · 
Hans van Walsem (stuurman)